# スアンチュオン県
スアンチュオン県（スアンチュオンけん、ベトナム語：Huyện Xuân Trường / 縣春長? ）は、ベトナムナムディン省の県。面積は112.8km²、人口は190,000人（2015年）である。

## 行政区画
1市鎮19社を管轄する。